# Sitting in Bars with Cake
Sitting in Bars with Cake es una película estadounidense de comedia romántica y drama escrita por Audrey Shulman y basada en su libro de 2016 con el mismo nombre e inspirada en hechos reales, y dirigida por Trish Sie. La película está protagonizada por Yara Shahidi y Odessa A'zion. La película sigue a la talentosa pero tímida repostera Jane (Shahidi) y a su mejor amiga Corinne (A'zion), quien la convence de llevar pasteles a los bares para ayudarla a desarrollar confianza. Pero cuando Corinne recibe un diagnóstico de cáncer cerebral, su vida cambia.
La película fue estrenada el 8 de septiembre de 2023 por Amazon Prime Video y recibió reseñas generalmente positivas de parte de los críticos.

## Reparto
- Yara Shahidi como Jane
- Odessa A'zion como Corinne
- Bette Midler como Benita
- Ron Livingston como Fred
- Martha Kelly como Rut
- Maia Mitchell como Liz
- Charlie Morgan Patton como Alex
- Simone Recasner como Nora
- Rish Shah como Owen
- Aaron Domínguez como Dave
- Will Ropp como Brock
- Adina Porter como Tasha
- Navid Negahban como Isaac

## Producción
El 9 de febrero de 2022, se informó que Yara Shahidi protagonizaría y produciría ejecutivamente la comedia dramática romántica de Amazon Studios Sitting in Bars with Cake basada en el blog y el libro del mismo nombre de Audrey Shulman. Trish Sie se unió a la película como directora mientras Shulman adaptaba el guion. El 22 de septiembre de 2022, Bette Midler, Ron Livingston, Maia Mitchell, Aaron Dominguez, Rish Shah, Odessa A'zion, Martha Kelly, Adina Porter, Navid Negahban, Simone Recasner, Will Ropp y Charlie Patton se unieron al elenco. La fotografía principal tuvo lugar en Los Ángeles en octubre de 2022. Es la primera película que se distribuye a través de Amazon MGM Studios Distribution, una nueva unidad drdistribución de cine y televisión para proyectos de Amazon y MGM, y esta película se estrena a través de la marca MGM.

## Estreno
La película fue estrenada el 8 de septiembre de 2023, a través de la plataforma de streaming Amazon Prime Video.